# Кетревиль-сюр-Сьен (кантон)
Кетревиль-сюр-Сьен (фр. Quettreville-sur-Sienne) — кантон во Франции, находится в регионе Нормандия, департамент Манш. Входит в состав округа Кутанс.

## История
Кантон образован в результате реформы 2015 года . В него были включены упраздненные кантоны Гавре и Серизи-ла-Саль, а также отдельные коммуны упраздненного кантона Монмартен-сюр-Мер.
С 1 января 2016 года состав кантона изменился: коммуна Иэнвиль вошла в состав коммуны Кетревиль-сюр-Сьен.
1 января 2019 года коммуны Геэбер, Контриер, Трели и Эрангервиль вошли в состав коммуны Кетревиль-сюр-Сьен; коммуны Гавре, Ле-Мениль-Аман, Ле-Мениль-Рог и Сурдваль-ле-Буа образовали новую коммуну Гавре-сюр-Сьен.

## Состав кантона с 1 января 2016 года
В состав кантона входят коммуны (население по данным Национального института статистики Архивная копия от 7 ноября 2021 на Wayback Machine за 2018 г.):
- Амби (1 127 чел.)
- Анновиль (662 чел.)
- Бельваль (318 чел.)
- Вер (376 чел.)
- Гавре-сюр-Сьен (1 963 чел.)
- Гримениль (60 чел.)
- Камтур (423 чел.)
- Кетревиль-сюр-Сьен (3 187 чел.)
- Ла-Бален (96 чел.)
- Лангрон (420 чел.)
- Ленгревиль (1 015 чел.)
- Ле-Мениль-Вильман (235 чел.)
- Ле-Мениль-Гарнье (226 чел.)
- Монмартен-сюр-Мер (1 356 чел.)
- Монпеншон (524 чел.)
- Монтегю-ле-Буа (227 чел.)
- Нотр-Дам-де-Санийи (634 чел.)
- Отвиль-сюр-Мер (690 чел.)
- Ронсе (797 чел.)
- Савиньи (448 чел.)
- Сен-Дени-ле-Ветю (626 чел.)
- Сен-Дени-ле-Гас (526 чел.)
- Сен-Мартен-де-Санийи (179 чел.)
- Серизи-ла-Саль (1 023 чел.)
- Увиль (448 чел.)

## Политика
На президентских выборах 2022 г. жители кантона отдали в 1-м туре Эмманюэлю Макрону 32,0 % голосов против 26,7 % у Марин Ле Пен и 15,4 % у Жана-Люка Меланшона; во 2-м туре в кантоне победил Макрон, получивший 56,9 % голосов. (2017 год. 1 тур: Франсуа Фийон – 24,1 %, Марин Ле Пен – 24,0 %, Эмманюэль Макрон – 21,0 %, Жан-Люк Меланшон – 15,7 %; 2 тур: Макрон – 60,7 %. 2012 год. 1 тур: Николя Саркози — 30,9 %, Франсуа Олланд — 20,7 %, Марин Ле Пен — 20,3 %; 2 тур: Саркози — 56,3 %).
С 2021 года кантон в Совете департамента Манш представляют мэр коммуны Ле-Мениль-Вильман Эрве Аньес (Hervé Agnès) и вице-мэр коммуны Кетревиль-сюр-Сьен Дани Леду (Dany Ledoux) (оба ― Разные правые).
|                | Кандидаты                        | Партия                   | Первый тур | Первый тур     | Второй тур | Второй тур |
| Кол-во голосов | Кандидаты                        | Партия                   | % голосов  | Кол-во голосов | % голосов  |            |
| -------------- | -------------------------------- | ------------------------ | ---------- | -------------- | ---------- | ---------- |
|                | Эрве Аньес Дани Леду             | Разные правые            | 1 325      | 26,78          | 2 717      | 58,58      |
|                | Мариз Эдуен Жан-Клод Эрто        | Разные центристы         | 1 145      | 23,15          | 1 921      | 41,42      |
|                | Жан-Рене Бине Розен Урсен        | Разные правые            | 958        | 19,37          |            |            |
|                | Бастьен Бур Кармен Массон        | Национальное объединение | 847        | 17,12          |            |            |
|                | Альет Кадик-Палерм Филипп Клеман | Разные левые             | 672        | 13,58          |            |            |

|                | Кандидаты                     | Партия             | Первый тур | Первый тур     | Второй тур | Второй тур |
| Кол-во голосов | Кандидаты                     | Партия             | % голосов  | Кол-во голосов | % голосов  |            |
| -------------- | ----------------------------- | ------------------ | ---------- | -------------- | ---------- | ---------- |
|                | Пьер де Кастеллан Мариз Эдуен | Разные правые      | 1 854      | 28,24          | 4 485      | 66,51      |
|                | Жан-Ив Лепети Кармен Массон   | Национальный фронт | 1 960      | 29,86          | 2 258      | 33,49      |
|                | Жаки Бидо Мишлин Каве         | Разные правые      | 1 654      | 25,19          |            |            |
|                | Жаклин Гийме Гийом Эдуен      | Левый фронт        | 1 097      | 16,71          |            |            |